# 431P/Scotti
431P/Scotti, chiamata anche cometa Scotti 8, è una cometa periodica appartenente alla famiglia delle comete gioviane. È l'ottava cometa periodica scoperta dall'astronomo statunitense James Vernon Scotti.